# Stare Tarnowice
Stare Tarnowice (deutsch: Alt Tarnowitz) ist ein Stadtteil der oberschlesischen Stadt Tarnowskie Góry (Tarnowitz) im Powiat Tarnogórski (Kreis Tarnowitz) in der Woiwodschaft Schlesien. Der Ort wurde 1946 in die Stadt eingemeindet.

## Geschichte

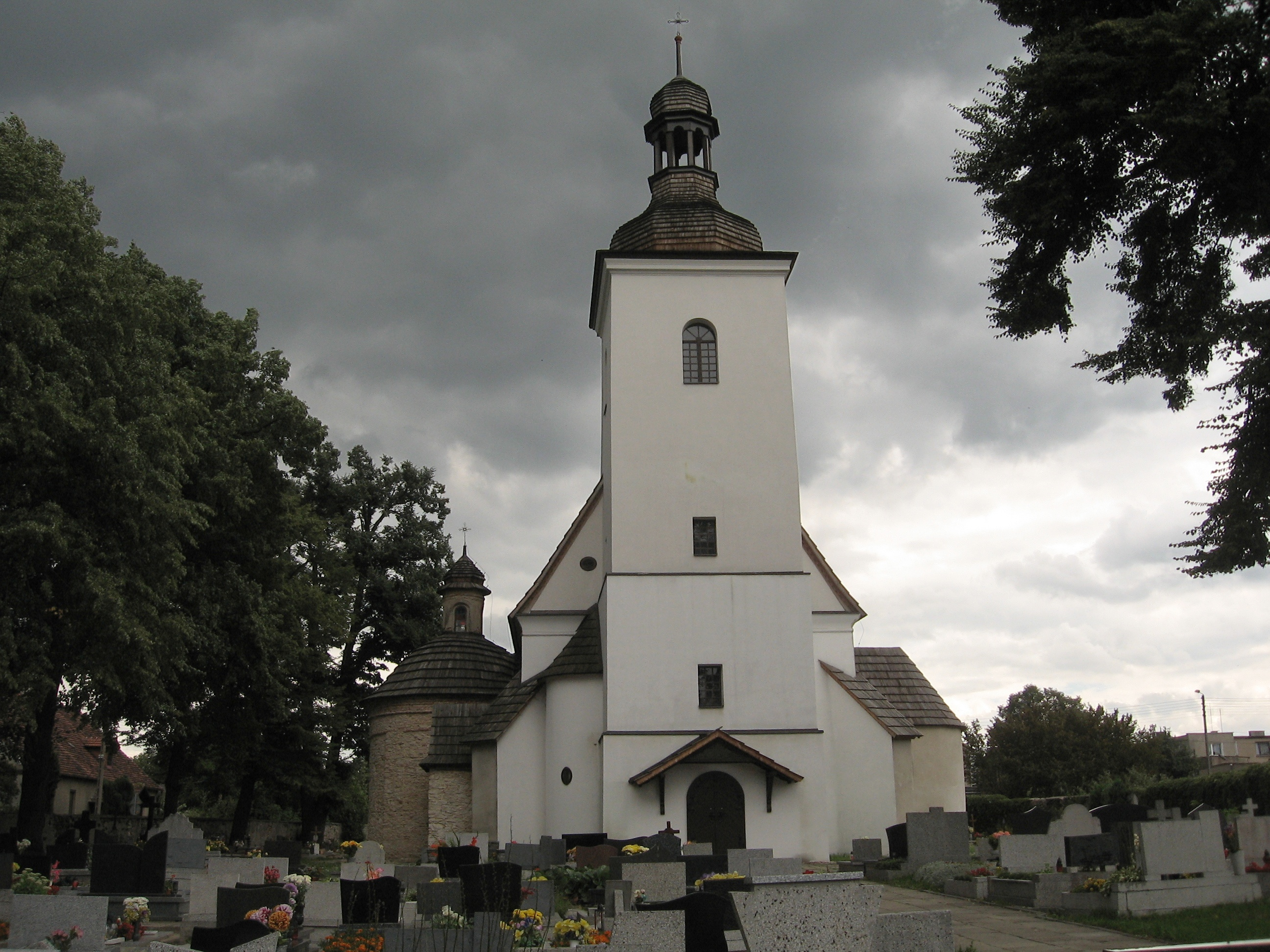
Martinskirche

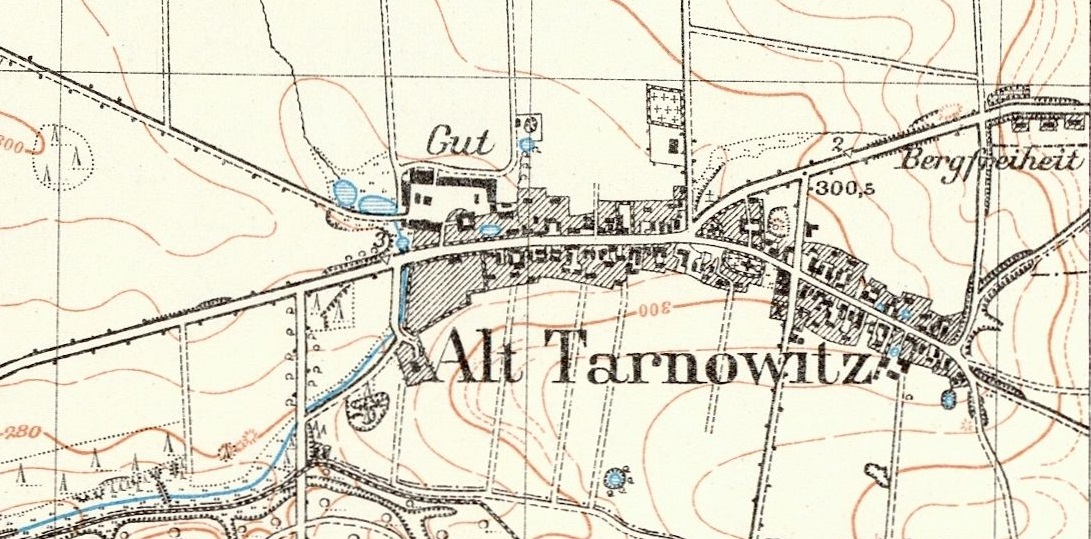
Karte von 1883

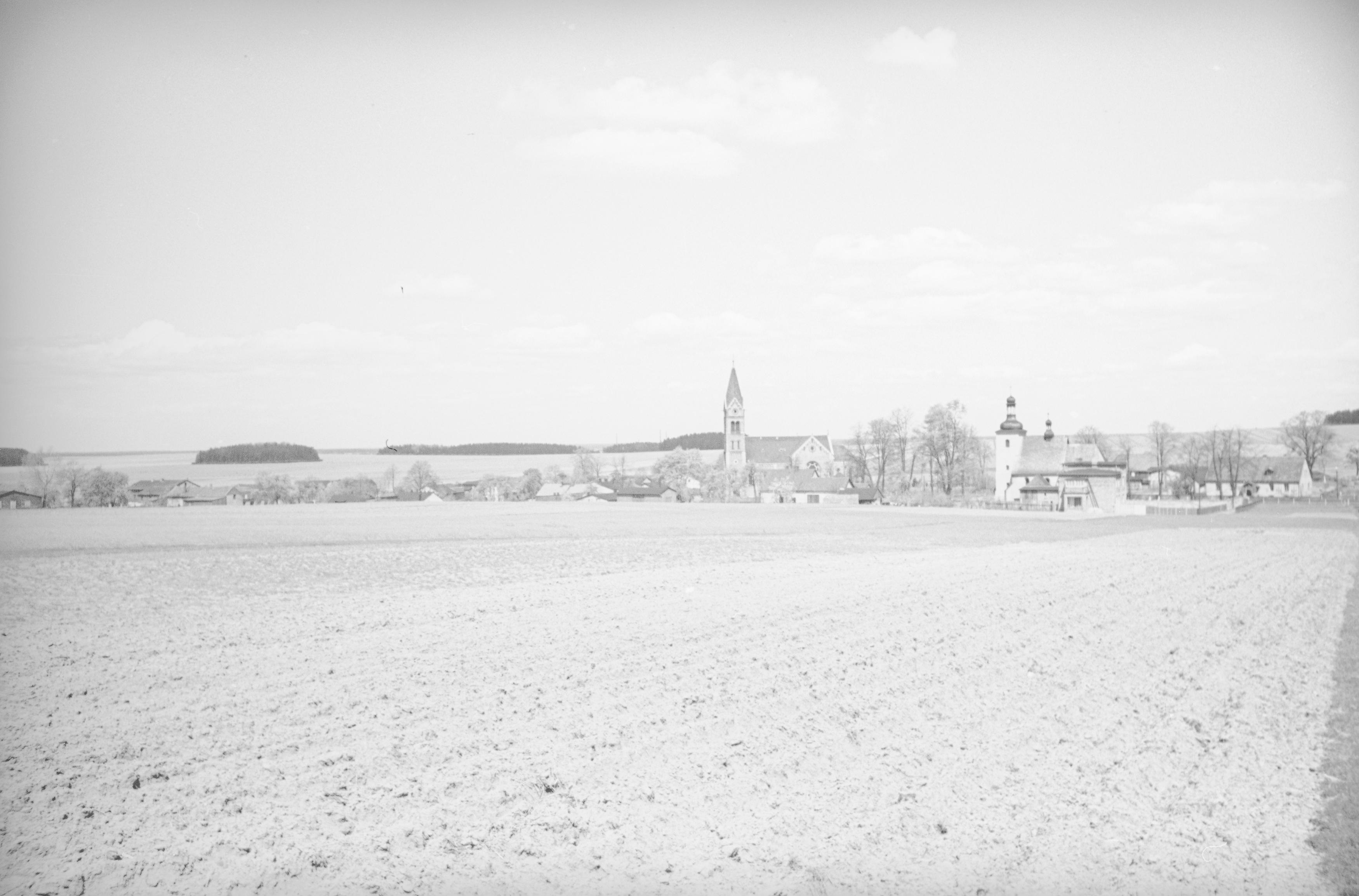
Ortsansicht 1937

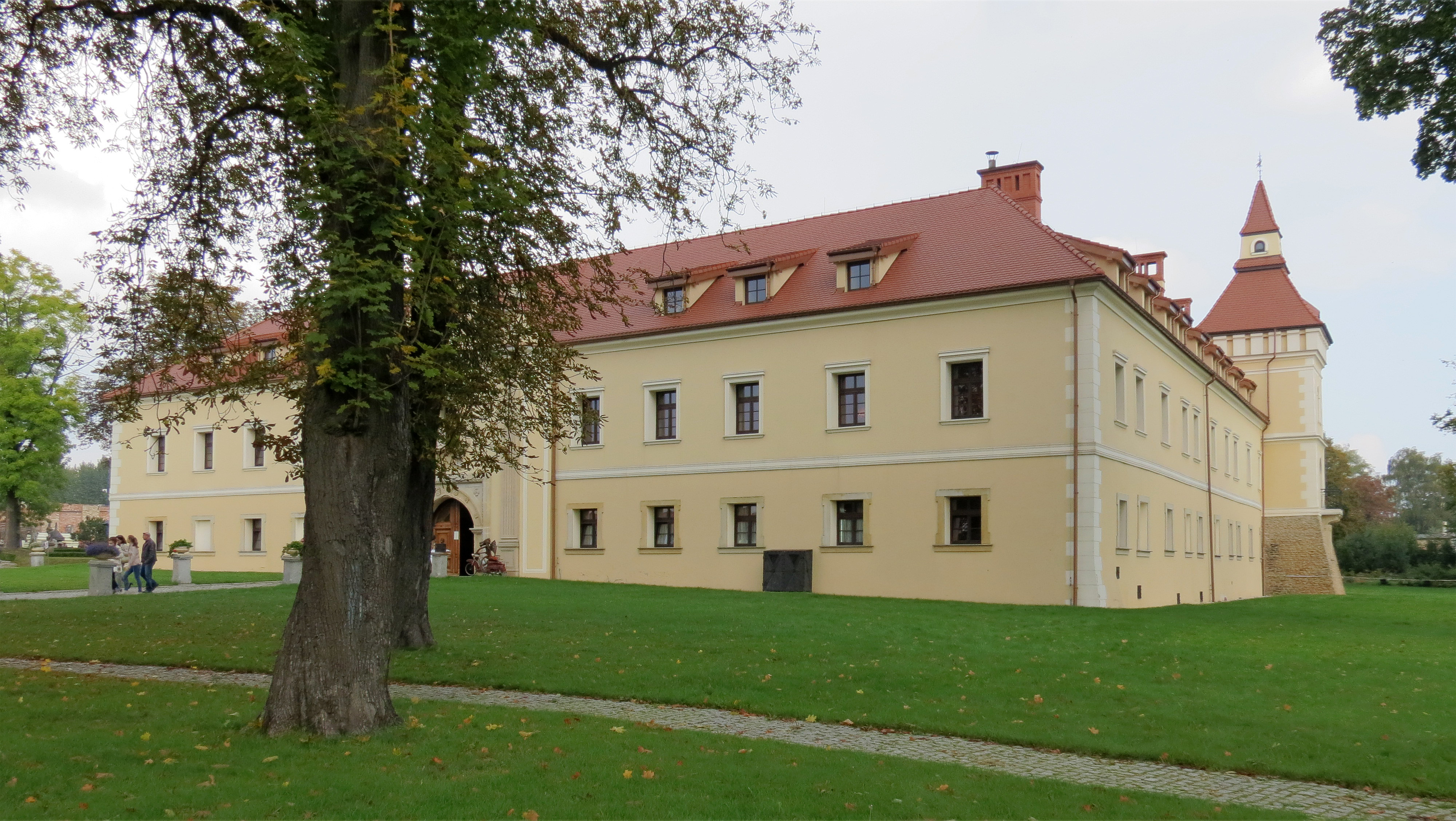
Schloss Alt Tarnowitz

Der Ort entstand spätestens im 13. Jahrhundert und wurde 1251 erstmals urkundlich als „Tarnowiz“ erwähnt. 1542 bestanden im Ort 13 Bleierzhütten.
1742 kam der Ort mit dem Großteil Schlesiens an Preußen. Der Ort wurde 1783 im Buch Beyträge zur Beschreibung von Schlesien als Alt Tarnowi(t)z erwähnt und gehörte einem Herrn von Koschützki und lag im Landkreis Beuthen der Standesherrschaft Beuthen. Damals hatte er zwei Vorwerke, eine katholische Kirche, eine Schule, 197 Einwohner, 15 Bauern, 16 Gärtner und zwei Häusler. 1801 wurde die friderizianische Kolonie Bergfreiheit für die Bergarbeiter der Friedrichsgrube angelegt. Ab 1813 gehörte der Ort zum Regierungsbezirk Oppeln. 1865 bestand Alt Tarnowitz aus einem Rittergut und einem Kirchdorf. Der Ort hatte zu diesem Zeitpunkt elf Bauern, 25 Gärtner, sieben Ackerhäusler und 13 Angerhäusler und in der dazugehörigen Kolonie Bergfreiheit sieben Häusler. Ferner gab es vier Kalkbrennereien, eine Dominialbrennerei, drei Ziegeleien, einen Kretschmer (Gastwirt), zwei Schankwirte, einen Krämer, einen Bäcker, einen Fleischer, einen Schuhmacher, zwei Viktualienhändler, zwei Schneider, einen Kohlenhändler, eine katholische Kirche und eine katholische Schule. Viele Einwohner lebten von der Bergarbeit. Das Rittergut war seit 1822 im Besitz der Familie von Henckel. 1865 bestanden eine Orangerie und ein Ananashaus.
Bei der Volksabstimmung in Oberschlesien am 20. März 1921 stimmten im Ort 234 Wahlberechtigte für einen Verbleib bei Deutschland und 336 für eine Zugehörigkeit zu Polen. Auf Alt Tarnowitz stimmten neun für Deutschland und 80 für Polen. Alt Tarnowitz kam nach der Teilung Oberschlesiens 1922 an Polen und wurde Teil der Woiwodschaft Schlesien. Der Ort wurde ins polnische Stare Tarnowice umbenannt. Während der deutschen Besetzung von 1939 bis 1945 befand sich der Ort als Alt Tarnowitz im Landkreis Beuthen-Tarnowitz (Regierungsbezirk Kattowitz).
1945 kam der Ort wieder an Polen und zur Woiwodschaft Schlesien und wurde ins polnische Stare Tarnowice umbenannt. 1946 wurde Ort in die Stadt Tarnowskie Góry (Tarnowitz) eingemeindet. 1950 kam der Ort zur Woiwodschaft Kattowitz. In den 1970er und 1980er Jahren wurde auf den Feldern zwischen Stare Tarnowice und Opatowice die Wohnsiedlung Osiedle Przyjaźń errichtet. 1999 kam der Ort zur neuen Woiwodschaft Schlesien.

## Sehenswürdigkeiten und Bauwerke
- Schloss Alt Tarnowitz, ein Renaissance-Schloss aus dem Jahr 1520
- Die alte Martinskirche
- Die neue Martinskirche

## Bildung
Im Stadtteil gibt es einen Kindergarten und einen Hort sowie zwei Grundschulen (Nr. 8 und Nr. 15).

## Kultur
- Kulturhaus „Jubilat“
- Filiale der Städtischen Öffentlichen Bücherei

## Wappen
Alte Siegel und Stempel des Ortes zeigen das Eisen einer Sense, eine Axt und einen Dreschflegel. Das Wappen weist somit auf den damaligen forstwirtschaftlich und landwirtschaftlich geprägten Charakter des Ortes hin. In der modernen Variante des Wappens sind Sense, Axt und Dreschflegel silbern, die Holzgriffe golden auf einem blauen Grund.